# Bo Blomqvist
Bo Blomqvist, född 27 maj 1941, är en svensk före detta friidrottare (tresteg och höjdhopp). Han vann SM-guld i tresteg år 1970.

## Biografi
Blomqvist skördade sina största framgångar inom tresteg, men var även en god höjdhoppare och hoppade 2,05 som bäst. Han är Stor Grabb nr 252 och tävlade för Duvbo IK.
Förutom friidrottskarriären så spelade han även ishockey, bland annat för AIK säsongen 1959/1960.
Efter sin idrottsliga karriär har han bland annat refererat trav på travbanor runt om i landet, bland annat på Solvalla.